# چوب‌زرد شرق آفریقا
چوب‌زرد شرق آفریقا (نام علمی: Afrocarpus gracilior) نام یک گونه از سرده آفریقامیوه‌ها است.